# آلفرد پریسلر
آلفرد پریسلر (انگلیسی: Alfred Preissler; ۹ آوریل ۱۹۲۱ – ۱۵ ژوئیهٔ ۲۰۰۳) بازیکن فوتبال اهل آلمان بود.
از باشگاه‌هایی که در آن بازی کرده‌است می‌توان به باشگاه فوتبال بروسیا دورتموند و باشگاه فوتبال دویسبورگ اشاره کرد.
وی همچنین در تیم ملی فوتبال آلمان بازی کرده‌است.